# 佐伯兒屋麻呂
佐伯兒屋麻呂（日语：／ Saeki no Koyamaro，？—724年4月22日）是日本奈良時代公卿，鈴木真年《諸系譜》標記其為佐伯麻呂之子，官位從六位上陸奧大掾。

## 生涯
史書對兒屋麻呂記述不多，只知他在神龜元年（724年）被海道地區叛亂的蝦夷人殺害，後追贈從五位下。